# Sárga ausztrálposzáta
A sárga ausztrálposzáta (Acanthiza nana) a madarak osztályának verébalakúak (Passeriformes) rendjébe, az ausztrálposzáta-félék (Acanthizidae) családjába tartozó faj.

## Rendszerezése
A fajt Nicholas Aylward Vigors és Thomas Horsfield írták le 1827-ben.

## Alfajai
- Acanthiza nana flava H. L. White, 1922
- Acanthiza nana modesta De Vis, 1905
- Acanthiza nana nana Vigors & Horsfield, 1827[2]

## Előfordulása
Ausztrália keleti részén honos. Természetes élőhelyei a szubtrópusi és trópusi síkvidéki  esőerdők, lombhullató erdők, mérsékelt övi erdők, valamint szavannák és cserjések. Állandó, nem vonuló faj.

## Megjelenése
Testhossza 8,5-10 centiméter, testtömege 6-7 gramm. Háta és szárnya sötétebb barna, hasa sárga.
|  |

## Életmódja
Rovarokkal és néha magvakkal táplálkozik.

## Szaporodása
A tojó a kupolás fészkét, általában a fák legmagasabb ágaira készíti, fűből és fakéregből, tollal és szörrel béleli ki. Fészekalja 3-4 tojásból áll, melyen 17 napig kotlik.